# Clupeonella abrau
Clupeonella abrau är en fiskart som först beskrevs av Maliatsky, 1930.  Clupeonella abrau ingår i släktet Clupeonella och familjen sillfiskar. IUCN kategoriserar arten globalt som akut hotad.

## Underarter
Arten delas in i följande underarter:
- C. a. abrau
- C. a. muhlisi